# Éric Blanc (rugby à XV)
Pour les articles homonymes, voir Éric Blanc et Blanc (homonymie).
Pas d'image ? Cliquez ici

a Compétitions nationales et continentales officielles uniquement.

b Matchs officiels uniquement.
Dernière mise à jour le 6 mars 2014.
Éric Blanc, né le 20 septembre 1959 à Gaillac (Tarn), est un joueur français de rugby à XV (1,76 m pour 73 kg), devenu un chroniqueur sportif.  

## Biographie
Évoluant au poste de trois-quarts centre, Éric Blanc a commencé sa carrière au CSM Gennevilliers. Il a ensuite joué au Racing club de France, au CA Brive puis au RC Narbonne à l'orée des années 1990.
Beau-frère de Franck Mesnel, il a créé avec sa compagne et celle de Marcel Francotte la ligne de vêtements Eden Park en 1987.
En 1988, il connaît deux sélections avec les Barbarians français : le 22 mai 1988, il joue son premier match contre l'Irlande à La Rochelle. Ce match célèbre le jubilé de Jean-Pierre Elissalde, les Baa-Baas l'emportent 41 à 26. Le 1er novembre 1988, il est de nouveau sélectionné avec les Barbarians français pour jouer les Māori de Nouvelle-Zélande à Bordeaux. Les Baa-Baas s'inclinent 14 à 31.
Il signe ensuite au Racing club de France où il devient champion de France en 1990, après avoir battu successivement Grenoble en quart sur un essai refusé à tort aux alpins,, le Stade toulousain 21-14 comme 3 ans plus tôt en demi-finale puis le SU Agen en finale (22-12 après prolongations).
Le Racing était alors emmené par une génération exceptionnelle avec notamment Franck Mesnel, Jean-Baptiste Lafond, Philippe Guillard ou Laurent Cabannes.
Il resta aux portes du XV de France en étant remplaçant (sans entrer en jeu) lors du Tournoi des Cinq Nations 1991.
Le 19 juin 1993, il est invité pour jouer avec le XV du Président contre les Barbarians français pour le Centenaire du rugby à Grenoble.
Il a été coprésident avec Jean François Michelon, de l'association Racing Club de France[Quand ?].
Depuis plusieurs années, il est consultant sportif. Tout d'abord à la radio sur RMC  dès 2006. À la télévision, il est consultant pour Eurosport, TV5 Monde, Direct 8 puis La chaîne L'Équipe pour laquelle il commente les matchs de rugby internationaux diffusés par la chaine et intervient en tant que chroniqueur de l'émission L'Équipe du soir.
En amont de la Coupe du monde de rugby 2007, il participe régulièrement à l'émission de Christian Jeanpierre "Mêlée ouverte" sur Europe 1. Il intervient ensuite épisodiquement dans Europe 1 Sport en qualité d'expert rugby. Dès septembre 2013, il devient le consultant permanent de la station, en lieu et place d'Olivier Magne. Il commente ainsi tous les matchs de l'équipe de France, les matchs importants de Top 14 et de Coupe d'Europe, mais participe aussi aux Grandes Voix du sport le vendredi.
Parallèlement, depuis mai 2010, Éric Blanc intervient pour un site de conseil en paris sportifs, comme consultant et expert pronostic.

## Vie privée
Éric Blanc est le père de Julien Blanc, né en 1992, rugbyman professionnel passé par l'US Oyonnax, l'AS Béziers, la Section paloise, le CA Brive, le RC Toulon, le Castres olympique et le RC Massy.

## Carrière

### Clubs successifs
- CSM Gennevilliers
- RC France : 1976-1984
- Poneke FC (Wellington) : 1984-1985
- CA Brive : 1987-1988
- RC France : 1989-1990
- RC Narbonne : 1990-1991
- RC France : 1991-1995

## Palmarès
- Champion de France (1) : 1990 Racing club de France
- Vice-champion de France (1) : 1987 : Racing club de France
- Challenge Yves du Manoir (1) : 1991 : RC Narbonne
- Coupe Frantz-Reichel (1) : 1978 Racing club de France